# Alexis Rhodes
Alexis Rhodes (* 1. Dezember 1984 in Alice Springs) ist eine ehemalige australische Radrennfahrerin, die auf Bahn und Straße aktiv war.

## Radsport-Laufbahn
2002 wurde Alexis Rhodes Junioren-Weltmeisterin in der Einerverfolgung. In den folgenden Jahren stand sie mehrfach auf dem Podium bei nationalen Meisterschaften, in Bahn- wie in Straßendisziplinen. 2009 errang sie bei den Ozeanienmeisterschaften die Goldmedaille im Straßenrennen und 2010 im Einzelzeitfahren. Bei den Commonwealth Games 2010 in Neu-Delhi belegte sie Platz vier im Einzelzeitfahren.
2011 wurde Alexis Rhodes australische Meisterin im Straßenrennen, wurde Fünfte in der Gesamtwertung der Katar-Rundfahrt und Dritte im Einzelzeitfahren bei den Ozeanienmeisterschaften. 2012 errang sie den nationalen Meistertitel im Kriterium. Bei den Straßenweltmeisterschaften im selben Jahr gewann sie gemeinsam mit dem von Orica GreenEdge Silber im Mannschaftszeitfahren. Anschließend beendete sie ihre Radsportlaufbahn.

## Unfall
Am 18. Juli 2005 fuhr eine 18-jährige Fahranfängerin in der Nähe des thüringischen Zeulenroda mit ihrem Auto frontal in die Trainingsgruppe von Alexis Rhodes, die sich anlässlich der Internationalen Thüringen-Rundfahrt dort aufhielt. Rhodes’ Mannschaftskameradin Amy Gillett kam dabei ums Leben; fünf weitere Fahrerinnen wurden schwer verletzt. Alexis Rhodes schwebte in Lebensgefahr und lag acht Tage lang im künstlichen Koma. Eine weitere Fahrerin, Louise Yaxley, wurde ebenfalls lebensgefährlich verletzt. Beide Fahrerinnen überlebten; Yaxley hörte anschließend mit dem Radsport auf.

## Erfolge

### Bahn
2002
- Junioren-Weltmeisterin – Einerverfolgung

2004
- Weltcup in Sydney – Punktefahren

### Straße
2006
- Australische Meisterin – Kriterium
- eine Etappe Bay Cycling Classic

2007
- Australische Meisterin – Kriterium
- zwei Etappen Bay Cycling Classic

2008
- eine Etappe Bay Cycling Classic

2009
- Ozeanienmeisterin – Straßenrennen
- – Einzelzeitfahren

2010
- Ozeanienmeisterin – Einzelzeitfahren

2011
- Ozeanienmeisterschaft – Einzelzeitfahren
- Australische Meisterin – Straßenrennen

2012
- Weltmeisterschaft – Mannschaftszeitfahren
- Australische Meisterin – Kriterium

## Teams
- 2007 T-Mobile Women
- 2008 Team Highroad
- 2009 Webcor Builders Cycling Team
- 2011 Garmin-Cervélo
- 2012 GreenEdge-AIS